# Блэкетт, Уртис
Уртис Блэкетт (англ. Urtis Blackett; род. 24 марта 1973) — футбольный вратарь, выступавший за сборную Сент-Винсента и Гренадин.

## Карьера
В 1996 году Блэкетт вошёл в состав сборной Сент-Винсента и Гренадин на Золотой кубок КОНКАКАФ 1996, однако на самом турнире не сыграл. В обоих матчах место в воротах занимал Фицджеральд Брамбл. В последующие годы Блэкетт принял участие по крайней мере в одной игре — 9 июля 2000 года он вышел на замену на 79-й минуте в товарищеском матче против сборной Коста-Рики (1:7), заменив Мелвина Эндрюса.
После завершения игровой карьеры Блэкетт работал тренером. В качестве ассистента тренера он входил в тренерский штаб женской сборной Сент-Винсента и Гренадин и молодёжной сборной (до 20 лет) во время молодёжного чемпионата КОНКАКАФ 2018.
В августе 2020 года Блэкетт стал победителем лотереи, выиграв 5800 восточнокарибских долларов.